# Chris Brewer (Pokerspieler)
Christopher „Chris“ Brewer (* 1993) ist ein professioneller US-amerikanischer Pokerspieler.
Brewer hat sich mit Poker bei Live-Turnieren mehr als 20,5 Millionen US-Dollar erspielt. Er ist zweifacher Braceletgewinner der World Series of Poker, bei der er 2023 das Super High Roller für sich entschied. Darüber hinaus gewann der Amerikaner 2023 das Super High Roller der European Poker Tour.

## Persönliches
Brewer machte an der University of Oregon einen Abschluss in Wirtschaftswissenschaften mit Nebenfach Mathematik. Für das Sportteam der Universität, die Oregon Ducks, war er als Läufer aktiv und nahm an hochrangigen Wettbewerben teil. Der Amerikaner lebt in Eugene im US-Bundesstaat Oregon.

## Pokerkarriere

### Werdegang
Brewer spielte im Alter von 19 Jahren, während seiner Teilnahme an den U.S. Olympic Trials 2012, erstmals Poker. Daraufhin begann er mit dem Spielen von Cash Games. Seine ersten Geldplatzierungen bei Live-Pokerturnieren erzielte Brewer im Juni 2015 am Las Vegas Strip. Dort war der Amerikaner u. a. bei einem Event der World Series of Poker im Rio All-Suite Hotel and Casino erfolgreich und kam in der Variante No Limit Hold’em in die Geldränge. Ende Oktober 2016 belegte er beim Main Event des WPTDeepStacks im kalifornischen Oceanside den mit knapp 35.000 US-Dollar dotierten dritten Platz. Bei der aufgrund der COVID-19-Pandemie erstmals ausgespielten World Series of Poker Online erzielte Brewer auf der Onlinepoker-Plattform GGPoker ab Juli 2020 insgesamt 10 Geldplatzierungen. Dabei erreichte er das Viertelfinale der Heads-Up Championship sowie die bezahlten Ränge bei der NLH Poker Players Championship und im Main Event, was ihm allein Preisgelder von mehr als 150.000 US-Dollar einbrachte. Im Dezember 2020 gelangte der Amerikaner im Wynn Las Vegas bei drei Turnieren an den Finaltisch und entschied eines davon für sich, wodurch er sich Preisgelder von über 250.000 US-Dollar sicherte. Im Aria Resort & Casino am Las Vegas Strip setzte er sich Ende Januar 2021 beim Aria High Roller mit einem Hauptpreis von 113.400 US-Dollar durch und erzielte in diesem Casino in den folgenden Monaten zahlreiche weitere Geldplatzierungen bei Events, die der PokerGO Tour zugehören. Im April 2021 saß er im Seminole Hard Rock Hotel & Casino in Hollywood, Florida, bei zwei Turnieren der Tour am Finaltisch und sicherte sich rund 425.000 US-Dollar. An gleicher Stelle entschied er Anfang August 2021 das Super High Roller der Seminole Hard Rock Poker Open für sich und erhielt aufgrund eines Deals mit Sean Winter rund 420.000 US-Dollar. Bei der Super High Roller Series Europe im nordzyprischen Kyrenia erzielte Brewer Ende desselben Monats bei drei mit Short Deck gespielten Events Geldplatzierungen, die mit knapp 450.000 US-Dollar bezahlt wurden. Mitte September 2021 gewann er im Aria Resort & Casino das achte Turnier der Poker Masters mit einer Siegprämie von 427.500 US-Dollar. Bei der Triton Poker Series in Madrid entschied der Amerikaner im Mai 2022 ein Event mit einem Hauptpreis von 372.000 Euro für sich. Bei der WSOP 2022, die erstmals im Bally’s Las Vegas und Paris Las Vegas ausgespielt wurde, belegte er beim 25.000 US-Dollar teuren High Roller den mit rund 440.000 US-Dollar dotierten vierten Rang. Mitte Februar 2023 gewann Brewer bei der European Poker Tour in Paris ein eintägiges High Roller mit einem Hauptpreis von knapp 360.000 Euro. Wenige Tage später setzte er sich auch beim Super High Roller der Turnierserie durch und erhielt knapp eine Million Euro. Zu Beginn der WSOP 2023 durchbrach der Amerikaner die Marke von 10 Millionen US-Dollar an kumulierten Turnierpreisgeldern. Bei der Turnierserie gewann er anschließend das Super High Roller, das mit einem Buy-in von 250.000 US-Dollar das teuerste Event auf dem Turnierplan war. Brewer setzte sich gegen ein 69-köpfiges Teilnehmerfeld durch und erhielt ein Bracelet sowie sein bislang mit Abstand höchstes Preisgeld von knapp 5,3 Millionen US-Dollar. Rund zwei Wochen später entschied er auch die No-Limit 2-7 Lowball Draw Championship für sich und wurde mit knapp 370.000 US-Dollar und seinem zweiten Bracelet prämiert. Aufgrund dieser Leistungen wurde der Amerikaner Dritter beim Ranking des WSOP Player of the Year. In London erreichte er Anfang August 2023 vier Finaltische der Triton Series und erhielt Preisgelder von mehr als 1,8 Millionen US-Dollar. Beim nächsten Stopp der Turnierserie in Monte-Carlo wurde Brewer Ende Oktober 2023 zweimal Vierter und sicherte sich Preisgelder von über 2 Millionen US-Dollar.

### Preisgeldübersicht
| Jahr   | Preisgeld (in $) | Turniersiege |
| ------ | ---------------- | ------------ |
| 2015   | 31.234           | 0            |
| 2016   | 40.886           | 0            |
| 2017   | 3.115            | 0            |
| 2018   | 2.251            | 0            |
| 2019   | 2.742            | 0            |
| 2020   | 271.093          | 1            |
| 2021   | 3.070.091        | 4            |
| 2022   | 2.946.884        | 3            |
| 2023   | 14.135.828       | 5            |
| gesamt | 20.504.124       | 13           |

### Braceletübersicht
Brewer kam bei der WSOP 55-mal ins Geld und gewann zwei Bracelets:
| Jahr | Buy-in (in $) | Turnier                                | Teilnehmer | Preisgeld (in $) |
| ---- | ------------- | -------------------------------------- | ---------- | ---------------- |
| 2023 | 250.000       | Super High Roller No-Limit Hold’em     | 069        | 5.293.556        |
| 2023 | 010.000       | No-Limit 2-7 Lowball Draw Championship | 154        | 0.367.599        |